# Apice solare

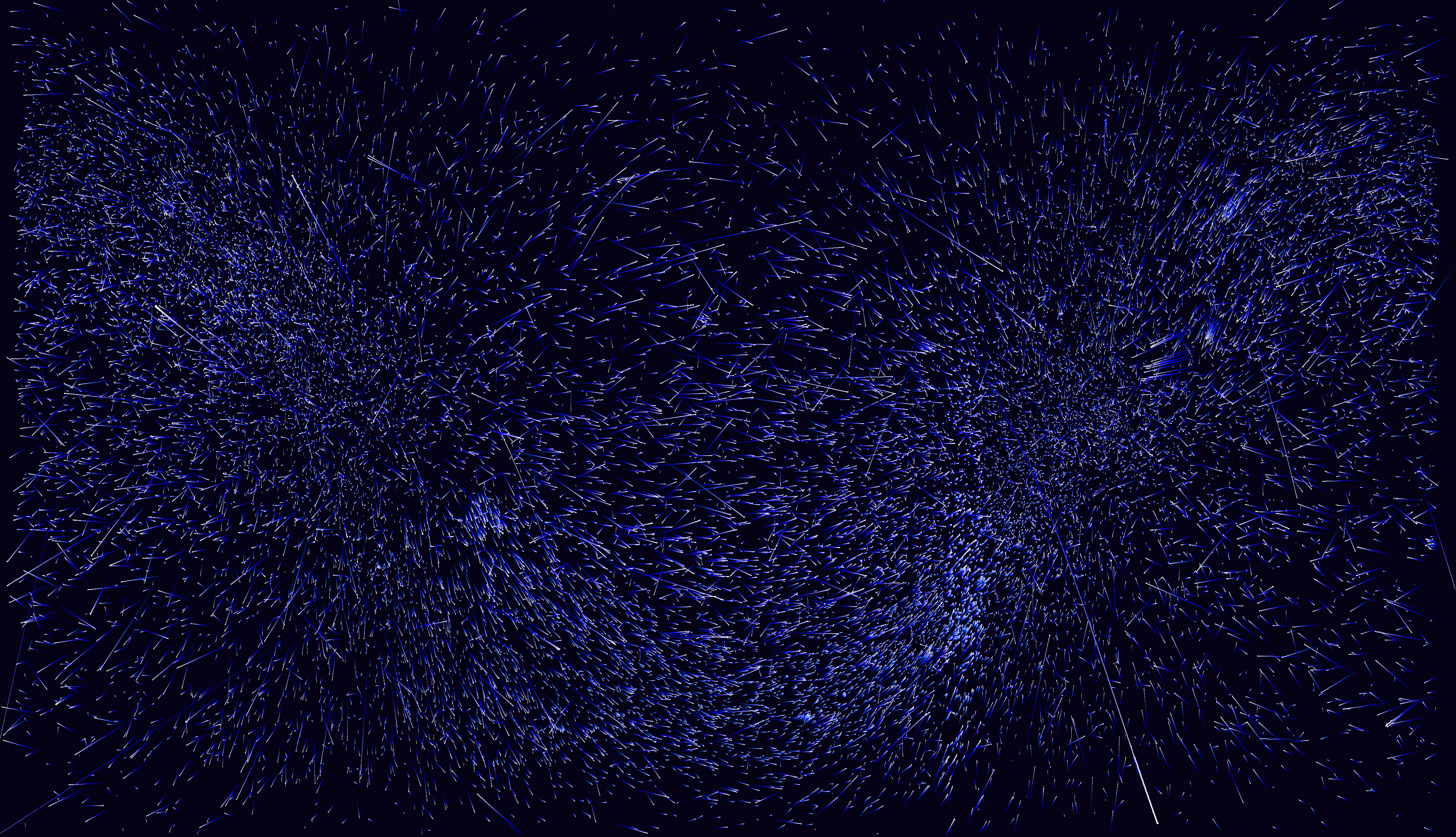
Il movimento delle stelle delle classi spettrali B e A attorno all'apice (a sinistra) e all'antiapice (a destra) in ± 200 000 anni.

| Apice solare               |
| -------------------------- |
| (RA) 18h 28m 0s (dec) 30°N |
| Antiapice solare           |
| (RA) 6h 28m 0s (dec) 30°S  |

L'apice solare è la direzione apparente verso cui si muove il Sole e tutto il Sistema solare ad una velocità di circa 250 km/s, nel suo movimento di rivoluzione attorno al baricentro della nostra galassia (Via Lattea).
Il concetto di apice solare fu introdotto e calcolato per la prima volta da William Herschel nel 1783: egli scoprì che i moti propri della maggior parte delle stelle sembrano allontanarsi da un punto situato nella costellazione dell'Ercole e al contrario convergere verso un punto del cielo situato nella parte opposta della sfera celeste (nella costellazione della Colomba); Herschel interpretò correttamente questo fenomeno come il risultato dello spostamento attraverso lo spazio del Sistema solare verso il punto di divergenza, da allora chiamato apice solare.
L'apice indica il punto sulla sfera celeste in cui si proietta la tangente dell'orbita del Sistema solare attorno alla galassia; il progressivo spostamento del Sistema solare lungo la sua orbita fa sì che l'apice solare si sposti lentamente e questo spostamento è talmente lento da non essere percepibile nemmeno in tempi dell'ordine dei millenni.
L'altro punto in cui la tangente si proietta sulla sfera celeste si chiama antiapice solare ed è situato nella parte opposta della sfera celeste rispetto al punto su cui si proietta l'apice solare.
Le stelle situate nella semisfera con l'apice solare come polo, presentano velocità radiali negative e sembrano apparentemente avvicinarsi al Sistema solare, al contrario le stelle situate nella semisfera con l'antiapice solare come polo, presentano velocità radiali positive e sembrano apparentemente allontanarsi dal Sistema solare: un certo numero di stelle sembra non seguire queste due correnti di spostamenti, in genere si tratta di stelle con orbite galattiche molto eccentriche.
L'apice solare, calcolato a partire dalle osservazioni visuali del moto apparente delle stelle vicine, è situato alle coordinate celesti 18h 28m 0s di Ascensione Retta (R.A.) e +30° (Nord) di Declinazione e a 56,24° di longitudine galattica e 22,54° di latitudine galattica: le osservazioni radio danno una posizione leggermente differente 18h 03m 50,2s di Ascensione Retta (R.A.) e +30° 00' 16,8" (Nord) di declinazione e a 58,87° di longitudine galattica e 17,72° di latitudine galattica; ambedue le serie di coordinate indicano un punto situato nella costellazione dell'Ercole, a Sud-Ovest della stella Vega (Alfa Lyrae).
L'antiapice solare è localizzato vicino alla stella ζ Canis Minoris.

## Gallery

Animazioni dei movimenti delle stelle attorno all'apice e all'antiapice.  <small>Necessari occhiali 3D (rosso-verde o rosso-blu).</small>
Il movimento delle stelle attorno all'apice (a sinistra) e all'antiapice (a destra) in ± 500 000 anni.
Il movimento delle stelle attorno all'apice.
Il movimento delle stelle attorno all'antiapice.
Il movimento delle stelle tra apice e antiapice.